# 저스틴 와델

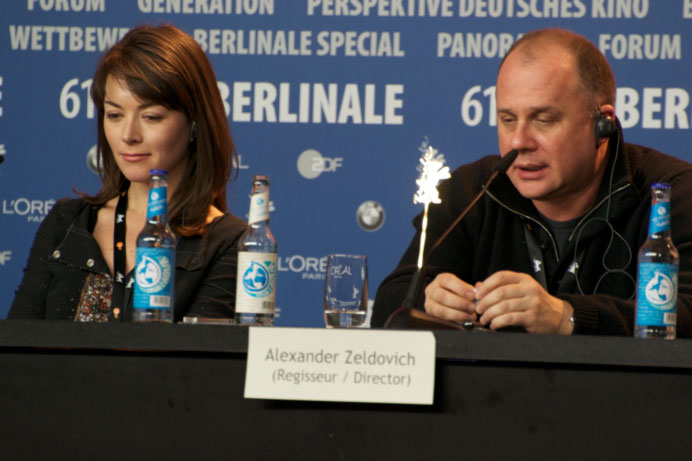
저스틴 와델

저스틴 와델(Justine Waddell, 1976년 11월 4일~)은 남아프리카 공화국에서 태어난 영국 스코틀랜드의 배우이다.

## 출연작
- 더 폴: 오디어스와 환상의 문 (2006) - 간호사 에블린 / 수녀 에블린
- 카오스 (2005) - 테디 갤러웨이 형사
- 드라큐라 2000 (2000) - 메리
- 안나 카레니나 (1997) - 노드스톤 백작부인